# Vinohrádky (Branišovice)
Vinohrádky (dříve Vinohrad a Vinohrady, německy Klein Weinberg) jsou vesnice, součást obce Branišovice v okrese Brno-venkov.

## Historie
Vesnice Vinohrádky vznikla při raabizaci v roce 1783 parcelací majetku starobrněnského kláštera. Ves, pojmenovaná podle ředitele komorních statků Antonína Kaschnitze z Weinbergu, vznikla západně od Branišovic, od kterých ji dělila louka s tokem Olbramovického potoka, kde se původně nacházel rybník. Z druhé strany obtéká obec Našiměřický potok napájející Dolní branišovický rybník. Nová familiantská osada byla umístěna severně od areálu branišovického zámku a dvora. Tvořena byla především návsí se zvonicí a několika dalšími řadami domků podél cest. Po roce 1848 se Vinohrádky staly trvalou součástí Branišovic a tvoří tak jejich západní část; celá obec nesla složený německý název Frainspitz-Weinberg. Ves disponovala vlastní rozvinutou infrastrukturou včetně obchodu a hostince. Neměla však vlastní školu ani kostel, od svého vzniku byla přiškolena a přifařena k Branišovicím. Vinohrádky měly nadále status osady a místní části s vlastním číslováním domů, který ztratily v 50. letech 20. století. K přečíslování domů na jednotnou číselnou řadu popisných čísel v celých Branišovicích, včetně Vinohrádek, bylo přistoupeno v šedesátých letech 20. století.
Z roku 1824 pochází jediná dochovaná obecní pečeť s vyobrazením vinného hroznu, vinařského nože a iniciál W B.

## Obyvatelstvo
Původní osídlení obce bylo české, z roku 1800 jsou známy obecní účty v češtině. Vlivem regionu však byl Vinohrádky, stejně jako sousedská obec Branišovice, poněmčeny. Germanizace ve Vinohrádkách byla takřka úplná, v roce 1910 již na jejich území nežil nikdo, kdo by se hlásil k české národnosti. V roce 1946 byli němečtí obyvatelé vysídleni mikulovskými transporty do Bavorska a do Vinohrádek přišli noví čeští osadníci.
| Rok            | 1869 | 1880 | 1890 | 1900 | 1910 | 1921 | 1930 | 1950 | 1961 | 1970 | 1980 | 1991 | 2001 | 2011 | 2021 |
| -------------- | ---- | ---- | ---- | ---- | ---- | ---- | ---- | ---- | ---- | ---- | ---- | ---- | ---- | ---- | ---- |
| Počet obyvatel | 359  | 381  | 373  | 361  | 379  | 375  | 362  | 229  | —    | —    | —    | —    | —    | —    | —    |
| Počet domů     | 70   | 74   | 74   | 77   | 79   | 79   | 83   | 63   | —    | —    | —    | —    | —    | —    | —    |

Vývoj počtu obyvatel

## Současnost
Jelikož Vinohrádkami prochází hlavní silnice II/396 na Olbramovice a Vlasatice, stojí na jejich bývalém území několik důležitých budov a podniků – obchod s potravinami, pošta a čerpací stanice. Mimo to se zde nachází i hasičská zbrojnice místního sboru dobrovolných hasičů.

## Galerie

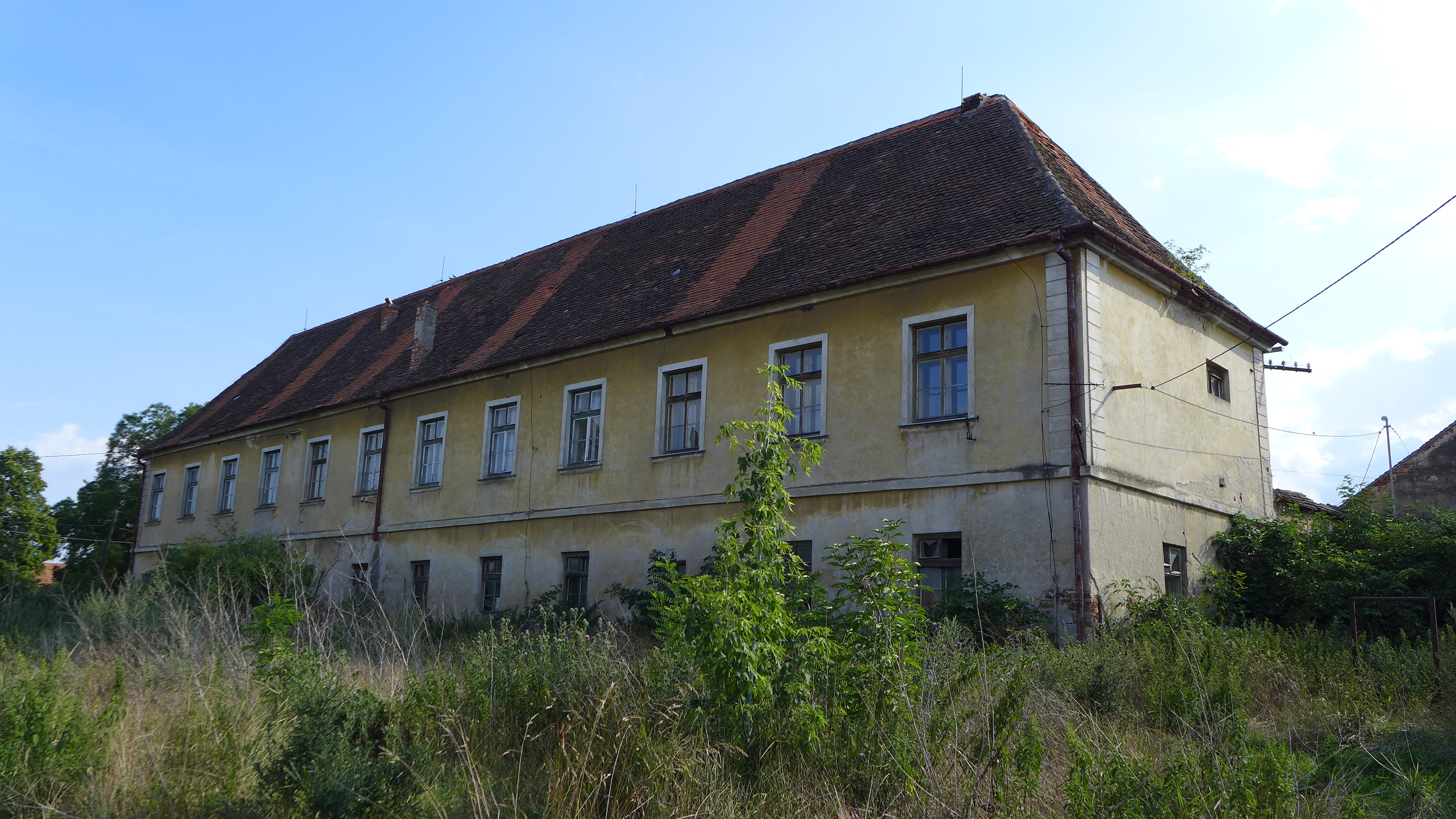
Zámek Branišovice
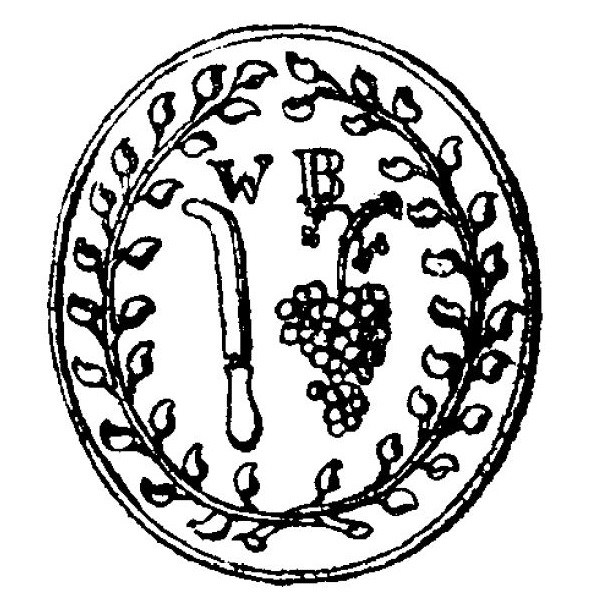
Historická pečeť Vinohrádek